# Release from Agony
| Оценки критиков | Оценки критиков |
| Источник        | Оценка          |
| --------------- | --------------- |
| Allmusic        | [ 1 ]           |
| Rock Hard       | [ 2 ]           |

Release from Agony (с англ. — «Освобождение от агонии») — третий студийный альбом немецкой трэш-метал группы Destruction, выпущенный в 1987 году лейблом SPV GmbH в Европе и в 1988 году лейблом Profile/Rock Hotel Records в Северной Америке.
Это был последний студийный альбом, в котором участвовал басист и вокалист Марсель Ширмер, пока он снова не присоединился к группе в 1999 году. В музыкальном и лирическом плане Release from Agony намного мрачнее предыдущих альбомов Destruction, и на альбоме группа стала напоминать смесь трэш-метала с техничными и прогрессивными элементами.

## Список композиций
Слова и музыка всех песен — Destruction.
| №                   | Название                 | Длительность |
| ------------------- | ------------------------ | ------------ |
| 1.                  | «Beyond Eternity»        | 1:11         |
| 2.                  | «Release from Agony»     | 4:44         |
| 3.                  | «Dissatisfied Existence» | 4:30         |
| 4.                  | «Sign of Fear»           | 6:46         |
| 5.                  | «Unconscious Ruins»      | 4:27         |
| 6.                  | «Incriminated»           | 5:22         |
| 7.                  | «Our Oppression»         | 4:49         |
| 8.                  | «Survive to Die»         | 5:31         |
| Общая длительность: | Общая длительность:      | 37:20        |

## Участники записи
Destruction
- Марсель Ширмер — бас-гитара, вокал
- Гарри Уилкенс — соло-гитара
- Майк Зифрингер — ритм-гитара
- Оливер «Олли» Кайзер — ударные

Производственный персонал
- Кэлли Трапп[англ.] — производство, запись, инжиниринг, сведение
- Йоахим Лютке[англ.] — оформление обложки